# British Columbia Highway 19
Der British Columbia Highway 19 ist ein Highway in British Columbia in Kanada. Neben seiner Nummer führt er auch noch den offiziellen Namen Vancouver Inland Island Highway, der Name sollte jedoch nicht mit dem Island Highway verwechselt werden, bei welchem es sich dann um den Highway 19A handelt.
Der Highway 19 durchquert die Insel Vancouver Island in Nord-Süd-Richtung und hat eine Länge von 397 km. Er beginnt am Duke Point Ferry Terminal in Nanaimo und endet am Bear Cove Ferry Terminal bei Port Hardy.
Der Highway ist dabei zwischen Nanaimo und der Kreuzung mit dem Highway 4A, als sogenannte Core Route, sowie zwischen der Kreuzung mit dem Highway 4A und der Kreuzung mit dem Highway 28, als sogenannte Feeder Route, Bestandteil des kanadischen National Highway System.

## Verlauf

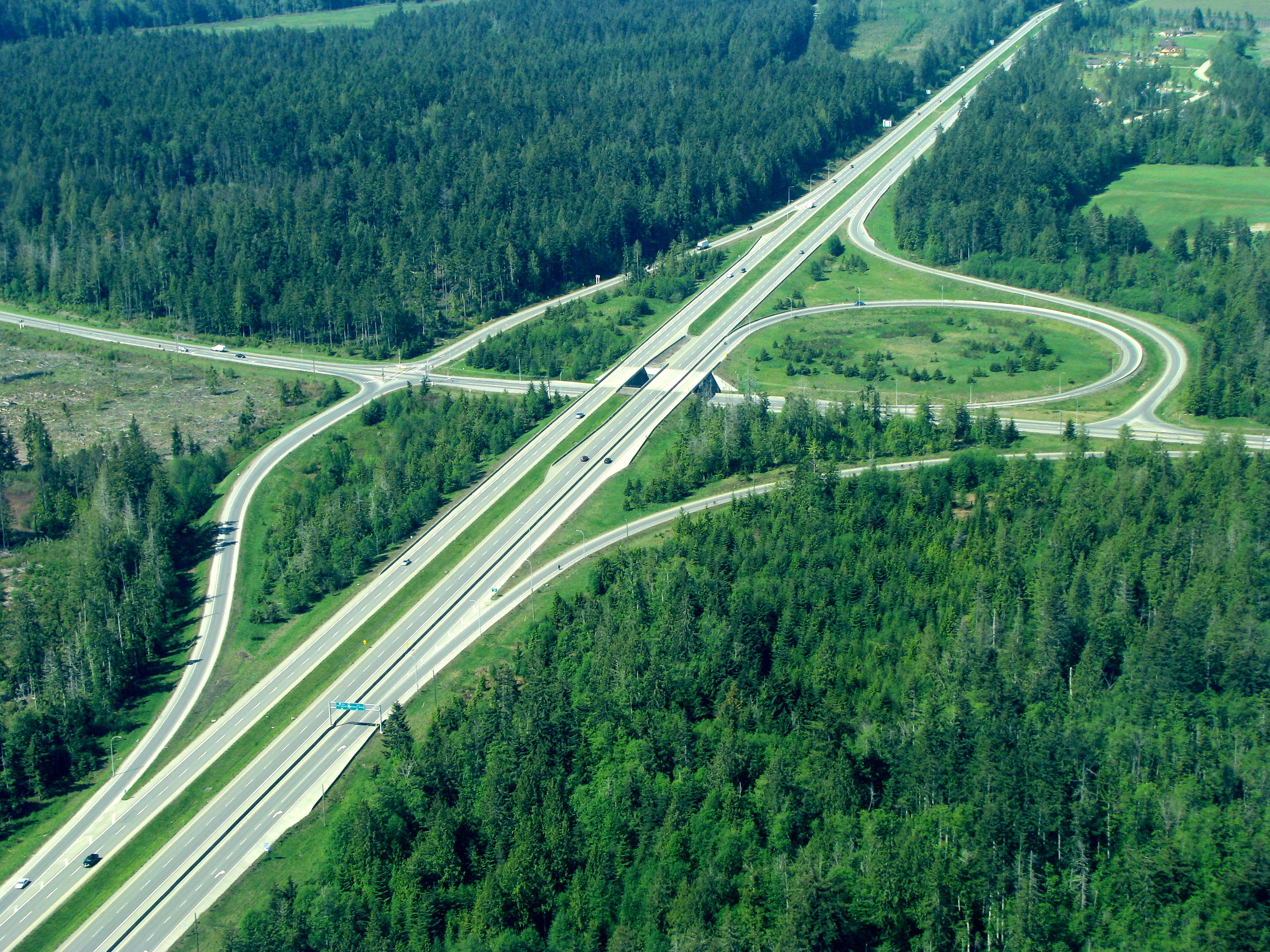
Kreuzung der Highways 4 und 19

Der Highway beginnt am Duke Point Ferry Terminal im Osten Nanaimos. Er verläuft auf den ersten Kilometern in südlicher Richtung und stößt dann auf Highway 1, um dann wieder in nördlicher Richtung zu folgen. Nach zwei Kilometern trennen sich die Highways wieder, Highway 1 führt entlang der Küste der Departure Bay, Highway 19 folgt nach Norden, westlich an Nanaimo vorbei. 46 km nach Beginn des Highways verlässt dieser seine ursprünglich gebaute Strecke. Er führt, ausgebaut als Freeway, als Ortsumfahrung als sogenannter "Inland Island Highway" um die nachfolgenden Küstenorte. Der ursprüngliche Highway firmiert weiterhin als Highway 19A. Bei Qualicum Beach kreuzt Highway 4, der zur Westküste von Vancouver Island führt. In Campbell River werden Highway 19 und Highway 19A nach 123 km wieder zusammengeführt. Des Weiteren zweigt Highway 28 von dort Richtung Westen ab.
Bei Bloedel verläuft der Highway ins Landesinnere, verläuft jedoch weiterhin weitgehend parallel zum Küstenverlauf. Am Nimpkish Lake entlang führt der Highway wieder zurück an die Küste und verläuft auf seinem letzten Teilstück wieder entlang der Küste.
Kurz vor Port Hardy zweigt der Highway nach Norden ab und endet am Bear Cove Ferry Terminal, von wo aus die bekannte Inside Passage Richtung Norden entlang der Küste Kanadas bzw. Alaskas beginnt.